# Joan Román
Joan Ángel Román Ollé (* 18. Mai 1993 in Reus) ist ein spanischer Fußballspieler, der bei Zweitligist Wisła Krakau in Polen unter Vertrag steht.

## Verein
Román spielte bis 2003 für den in seiner Heimatstadt ansässigen Verein UE Barri Santes Creus. Anschließend wechselte in die Jugendabteilung von Espanyol Barcelona, wo er insgesamt sechs Jahre aktiv war.
2009 trat er der Jugendabteilung von Manchester City bei und durchlief diese bis 2012. Für das UEFA-Europa-League-Spiel gegen Sporting Lissabon am 15. März 2012 wurde in den Kader von Manchester City berufen. Zu einem Einsatz kam er beim 3:2-Sieg nicht. Zwischendurch absolvierte er 2010/11 noch vier Ligaspiele für die U-21-Mannschaft in der Premier Reserve League und traf dabei ein Mal.
Am 27. Juni 2012 unterzeichnete Román beim FC Barcelona einen Drei-Jahres-Vertrag. Vom FC Barcelona wurde er für die zweite Mannschaft, den FC Barcelona B, verpflichtet. Beim 1:0-Sieg im Spiel gegen CD Guadalajara am 8. September 2012 durfte er sein erstes Spiel für Barcelona B absolvieren. Sein erstes Tor konnte er beim Spiel gegen Sporting Gijón erzielen, wo er zum 3:0-Endstand traf.
Bevor er am 31. Januar 2014 zum FC Villarreal aus der Primera División ausgeliehen wurde, bestritt Román 16 Spiele in der Saison 2013/14 und war damit Bestandteil der Mannschaft, die mit den 3. Platz die beste Platzierung der zweiten Mannschaft vom FC Barcelona in der Segunda División erreichte. Die Leihe nach FC Villarreal endete mit dem Ende der Saison 2013/14 und sein Debüt für FC Villarreal und sein Debüt in der Primera Division durfte er am 8. Februar 2014 bei der 2:4-Niederlage gegen Real Madrid geben. Während der Leihe durfte er noch die Spiele gegen Atletico Madrid und UD Levante bestreiten. Beim Spiel gegen seinen Ausleihverein stand Román nicht einmal im Kader von FC Villarreal.
Nach seiner Leihe kehrte er wieder zum FC Barcelona zurück und bestritt in der Saison 2014/15 weitere Spiele für FC Barcelona B. Zur Saison 2015/16 wechselte Román zu Sporting Braga. Anschließend spielte er beim zypriotischen AEL Limassol sowie bei Miedź Legnica in Polen, von wo aus er zwischenzeitlich auch an den griechischen Verein von Panetolikos ausgeliehen wurde. Von 2021 bis 2023 spielte er dann beim Podbeskidzie Bielsko-Biała.
Seit dem Sommer 2023 steht er nun beim polnischen Zweitligisten Wisła Krakau unter Vertrag und gewann mit ihm auf Anhieb den nationalen Pokal. Im Finale am 2. Mai 2024 in Warschau gewann er mit 2:1-Sieg nach Verlängerung gegen Pogoń Stettin. 

## Nationalmannschaft
Am 21. Februar 2009 absolvierte Román ein Testspiel für die spanische U-16-Nationalmannschaft gegen Portugal. Beim 1:0-Auswärtssieg im Estádio Municipal von Abrantes stand er die kompletten 90 Minuten auf dem Feld.

## Erfolge
- Polnischer Pokalsieger: 2024